# Burgohondo
Burgohondo  és un municipi de la província d'Àvila, a la comunitat autònoma de Castella i Lleó.

## Símbols
L'escut heràldic i la bandera que representen el municipi van ser aprovats oficialment el 25 de març de 1999. L'escut té el blasó de la següent manera:
| «                                                | «Dividit en tres casernes: Primer: D'or amb edificació eclesiàstica de gris amb vermell. Segon: D'or amb 9 rolles de gris. Tercer: D'atzur, amb arbre de plata fruïts d'or, acompanyat de pont i ones de plata. I timbrat de Corona Real.» | » |
| — Boletín Oficial de Castilla y León nº 67 de 12 | |   |

La descripció textual de la bandera és la següent:
| «                                                                | «Quadrada, en colors atzur i or en diagonal, i l'escut de Burgohondo al centre.» | » |
| — Boletín Oficial de Castilla y León nº 67 de 12 d'abril de 1999 |                                                                                  |   |